# Andaluz (cal)

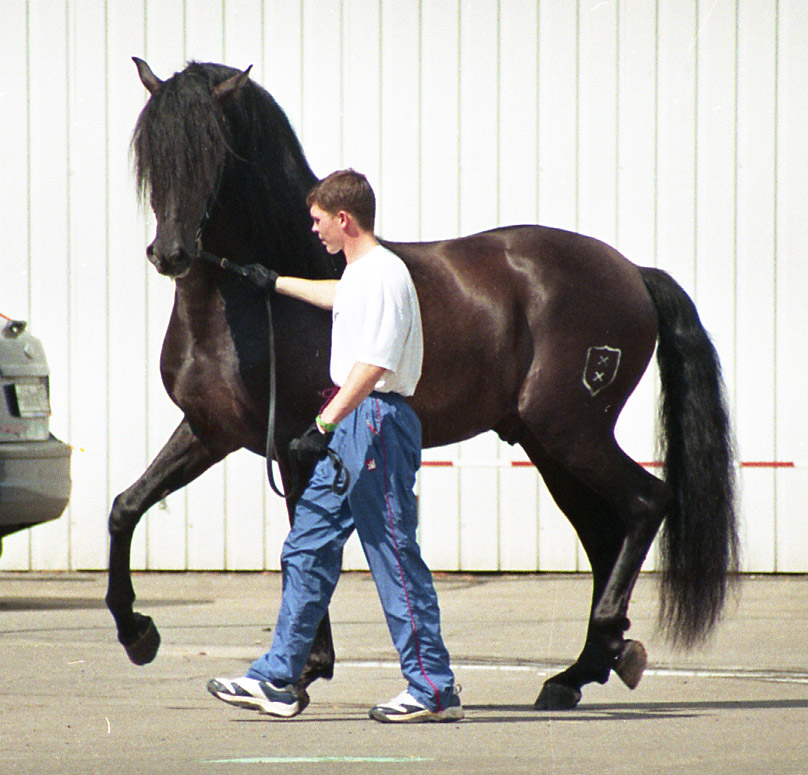
Andaluz

Calul andaluz (Pura Raza Española sau cal spaniol) este una dintre cele mai pure și mai vechi rase de cai. Face parte din grupa cailor iberici, respectiv a celor baroci și provine din regiunea spaniolă Andaluzia.
Profilul clasic al acestui cal este gâtul convex, care se potrivește cu corpul său grațios, și totodată musculos.Datorită simetriei echilibrate a proporțiilor sale nobile, care se apropie de perfecție, a fost folosit secole la rând de sculptorii europeni ca model pentru sculpturi ecvestre.
Datorită aspectului său impresionant și a aptitudinilor excepționale de dresaj, andaluzul (la fel ca și calul frizian) apare în multe filme , precum Gladiatorul, Masca lui Zorro sau Stăpânul Inelelor.
În ciuda dimensiunilor sale medii, este un animal puternic. Strămoșul său (calul iberic) a fost folosit de Alexandru cel Mare și de Romani. A fost folosit în război de multe ori, printre altele de William I al Angliei la Bătălia de la Hastings și Hernán Cortez și conchistadorii săi la cucerirea Americii.
Fiind un animal puternic, disciplinat și de încredere, a fost rasa favorită a regilor. Filip al II-lea al Spaniei devine obsedat în încercare de a crea calul spaniol perfect. Are un temperament docil și era calul preferat la curțile regale în epoca barocă în Europa.
Excelează în școala înaltă de dresaj, fiind de asemenea folosiți la corride (rejoneo) și la ferme în patria lor (Doma Vaquera). Calul este încă o raritate în lume (numărul acestora nu depășește 30,000 de exemplare în lume), și chiar în Spania este considerat un animal de lux utilizat în principal pentru spectacole.
Este foarte inteligent și învață rapid, fiind folosit mai ales la spectacole și parade.
Filozoful și maestrul de echitație grec Xenofon scria despre calul iberic în Tratatul despre călărie din 400 I.d.Hr., care e valabil și astăzi: "Din cauza unor cai ca aceștia vor apărea chiar și zei și eroi și bărbații care știu să lucreze bine cu ei vor părea magnifici!"
În 1667, Ducele de Newcastle scria: "Dacă este ales cu grijă, este cel mai nobil cal din lume, cel mai frumos care poate exista. Are un spirit măreț, mare curaj și este docil; are cel mai mândru trap, cel mai eminent galop, și e cel mai blând și sensibil dintre cai, și este cel mai adecvat dintre toți pentru un rege în ziua triumfului acestuia!"

Galop animat
Pasaj animat
Pas spaniol animat
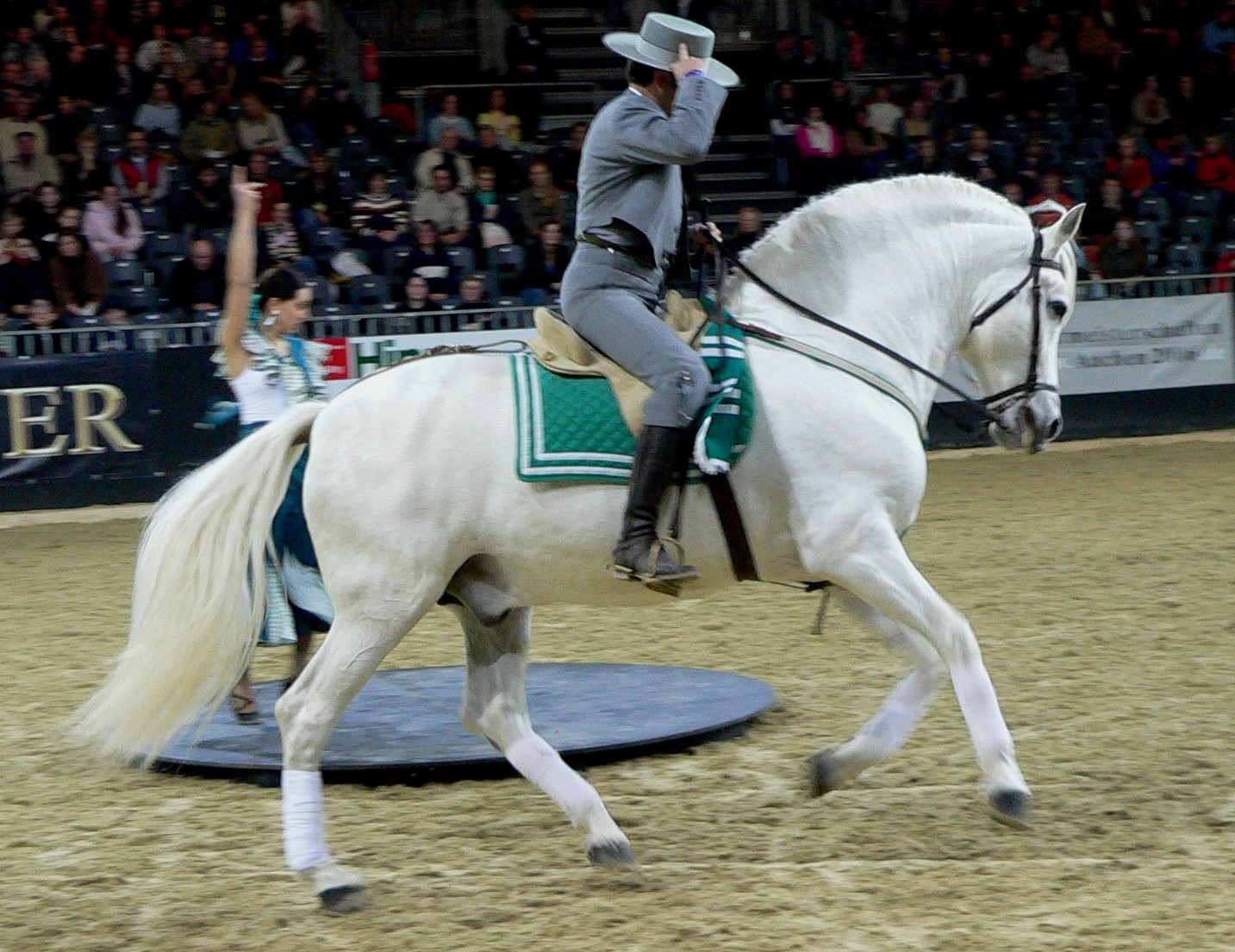
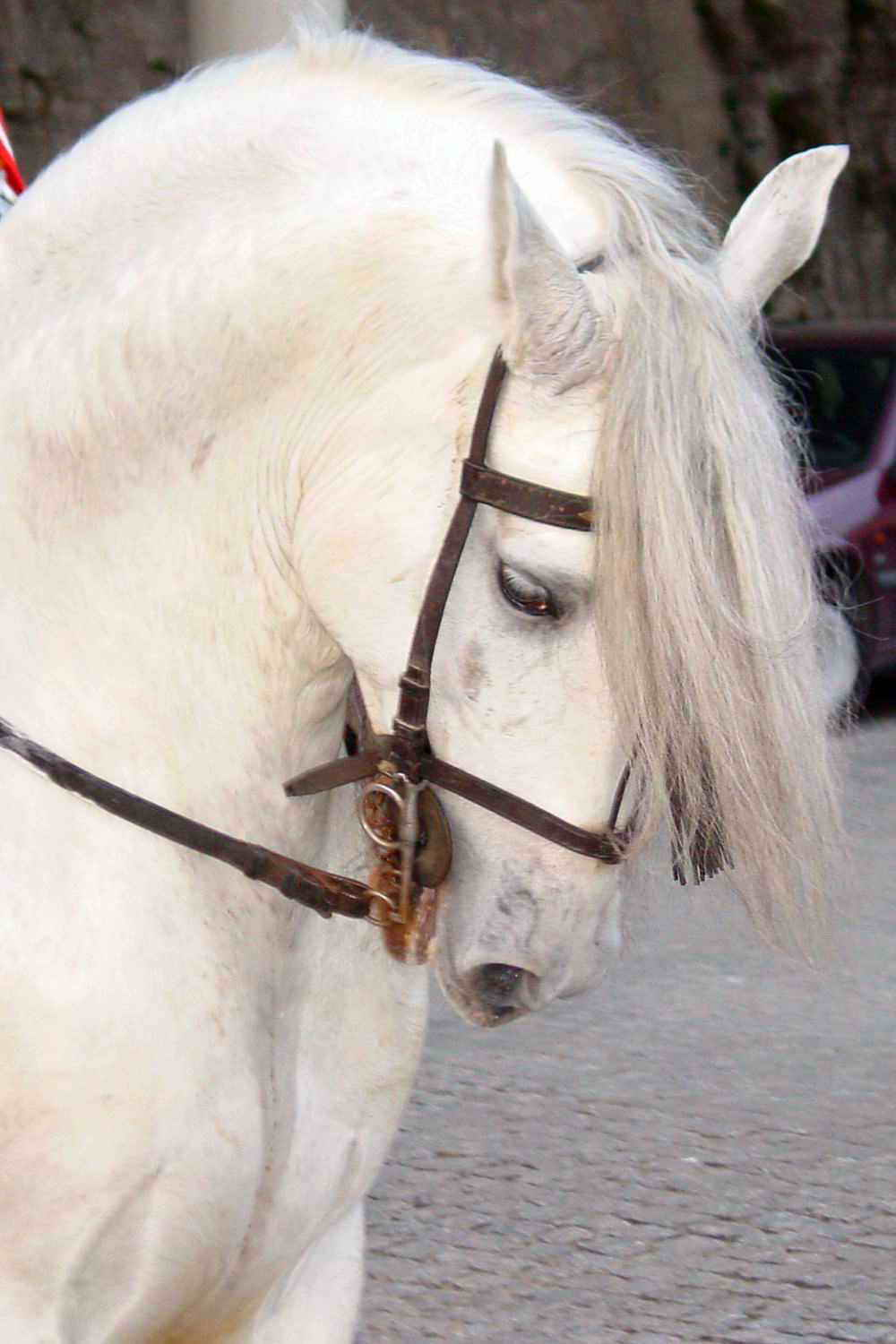
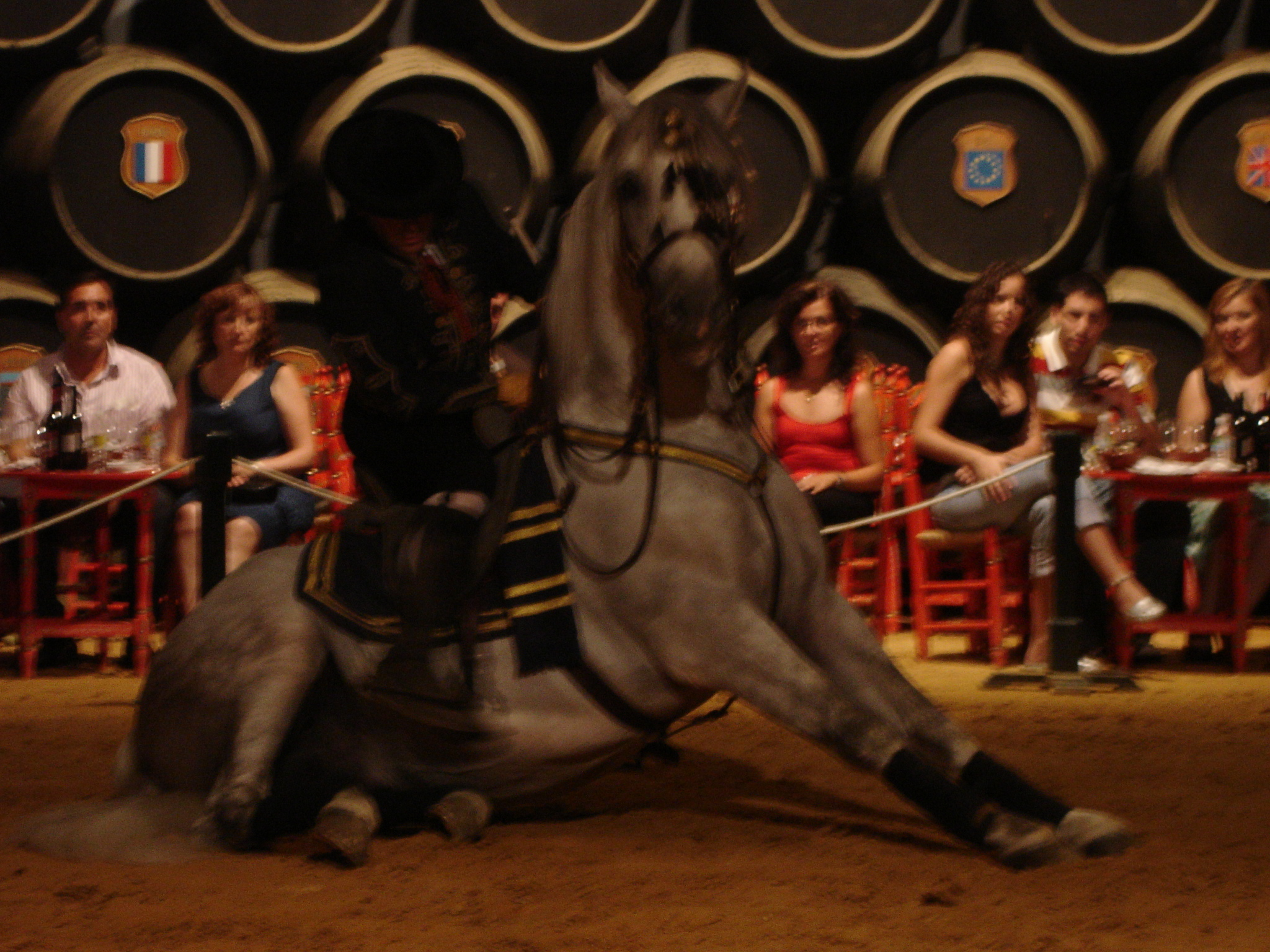
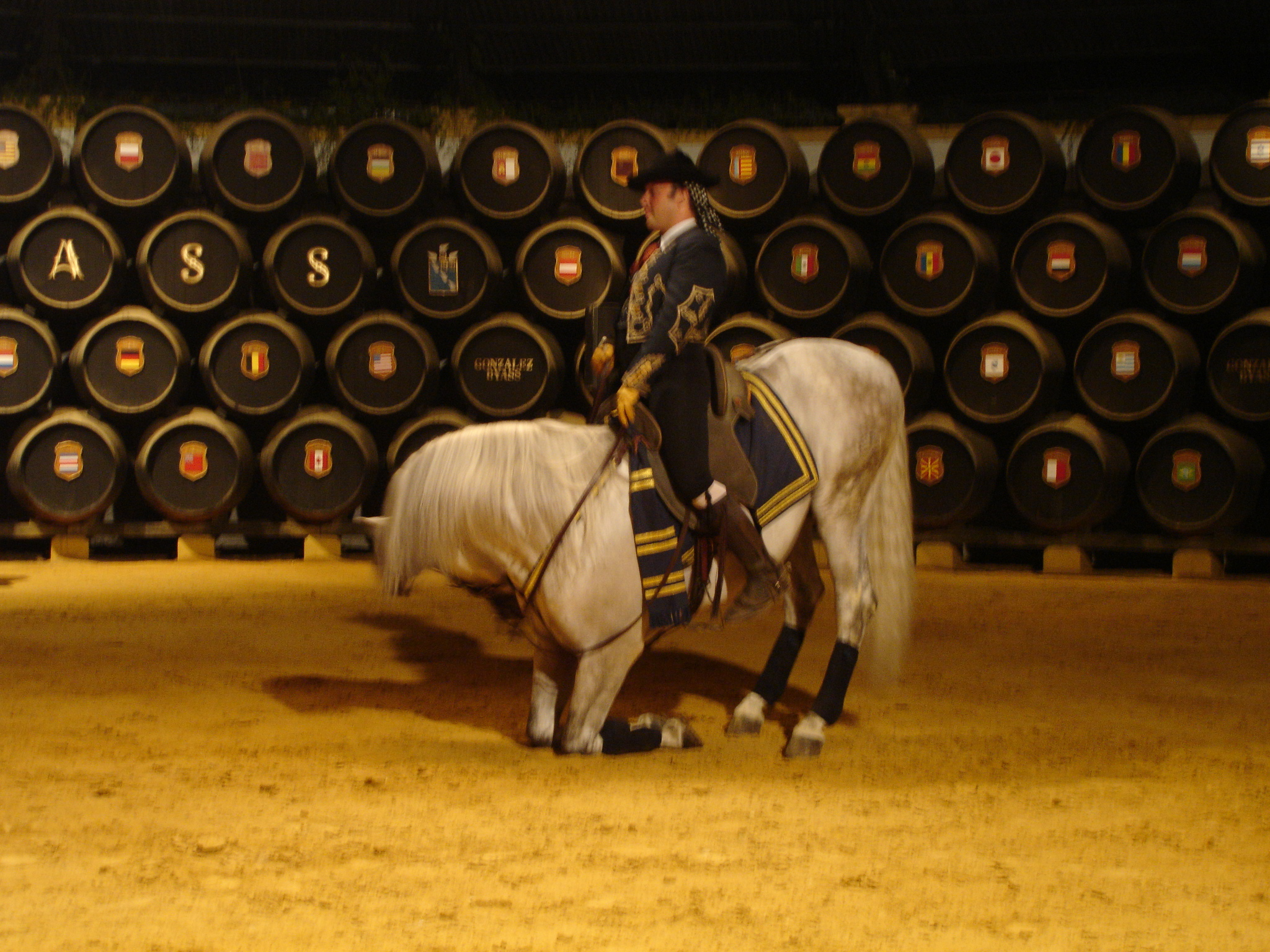
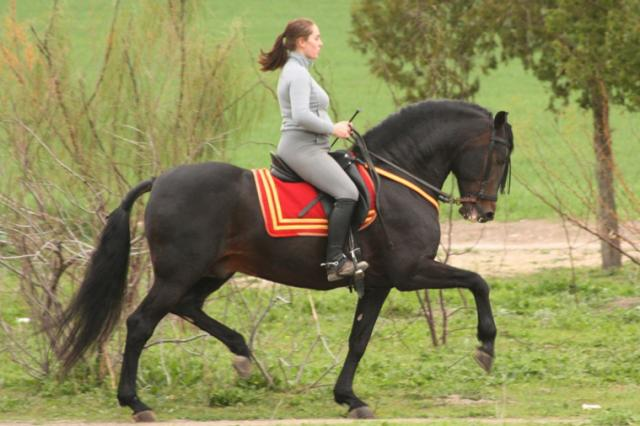
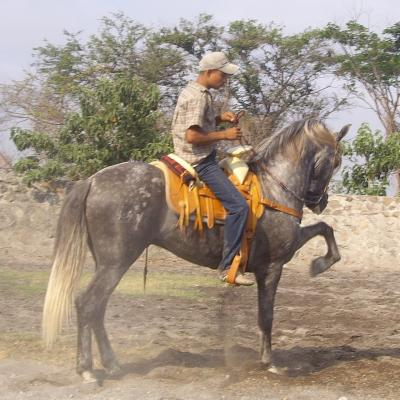
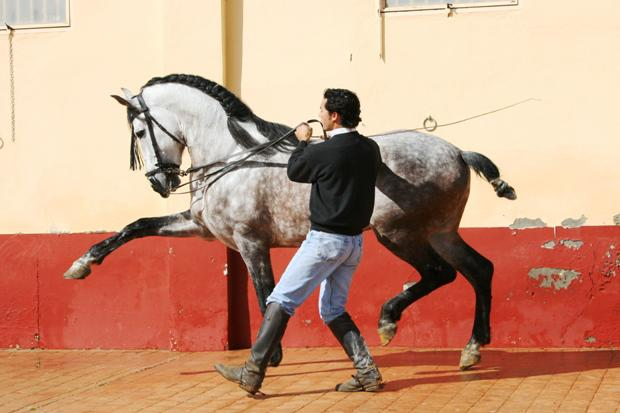
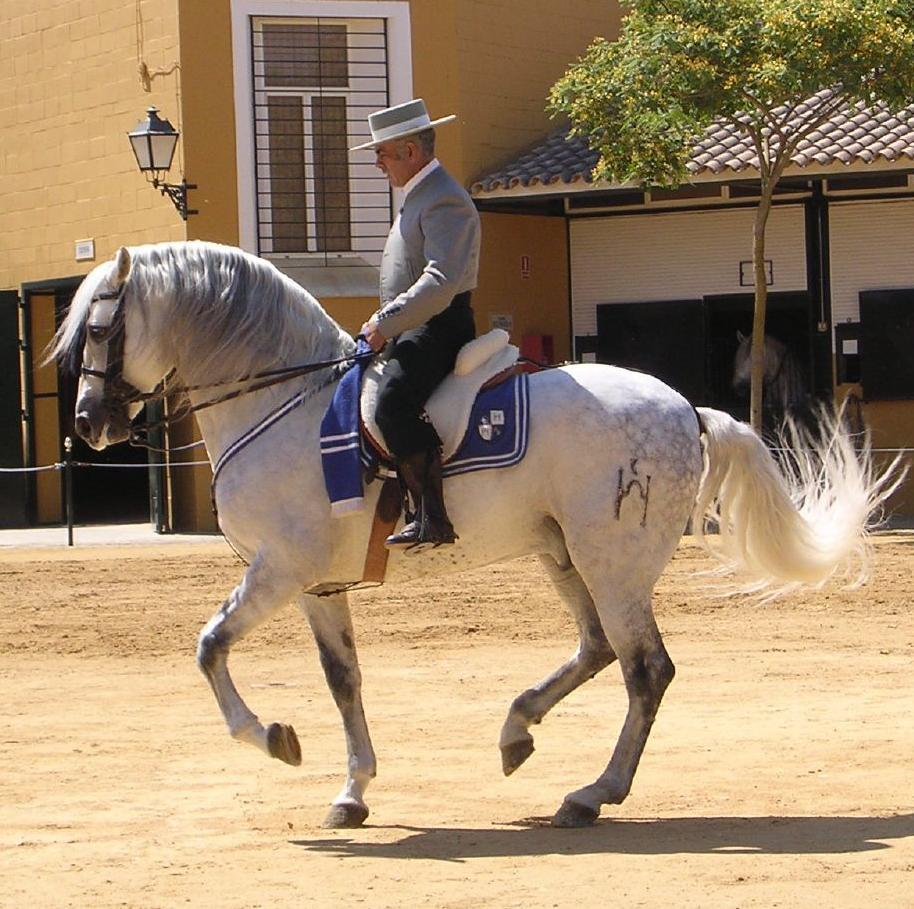